# 艾因姆利拉區
36°02′00″N 6°35′00″E / 36.0333°N 6.5833°E
艾因姆利拉區（阿拉伯语：‎），是阿爾及利亞的行政區，位於該國東北部，由烏姆布瓦吉省負責管轄，首府設於艾因姆利拉，面積532平方公里，2008年人口108,654，人口密度每平方公里204人。